# Ейксуннський тунель
Північно-Західний портал NO 62°14′43″ пн. ш. 5°53′45″ сх. д. / 62.245291° пн. ш. 5.895942° сх. д. 

Південно-Східний портал NO 62°12′56″ пн. ш. 5°59′14″ сх. д. / 62.215522° пн. ш. 5.987322° сх. д.

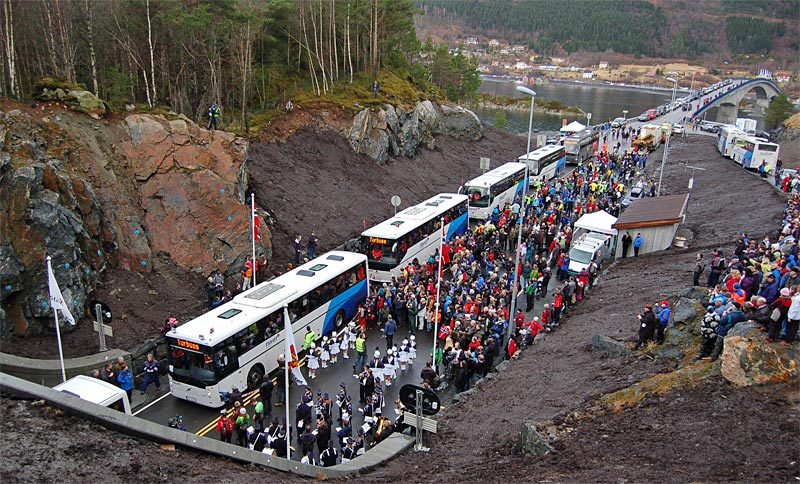
Церемонія відкриття, 23 лютого 2008

Ейксуннський автодорожній тунель (нюн. Eiksundtunnelen,Eiksundtunnel), прокладений по дну Стурен-фіорду в норвезькій провінції Мере-ог-Ромсдал, з'єднує міста Ейксунн і Р'янес, проходить під Вартдалс-фіордом (Vartdals Fjord) і з'єднує острів Харейдландет (Hareidlandet Island) з материковою частиною країни, починається на південному кінці Ейксуннського мосту (острові Ейка (Eika)) прямує під фіордом і виходить на земну поверхню — на материку, в районі села Ørsta.
Тунель було побудовано в рамках проекту Ейксуннсамбандет (Eiksundsambandet Project), який включає у себе інші тунелі і міст, що повинні забезпечувати вільне пересування між островом Харейдландет та іншою частиною країни.
Будівництво розпочато в 2003 році, церемонія відкриття відбулася 17 лютого 2008, повноцінний рух відкрито 23 лютого 2008 року.
При довжині в 7765 м тунель прямує на глибині 287 м нижче рівня моря — це найглибший тунель у світі. Попередній рекорд — Гідра (тунель). Головний інженер проекту — Oddbjørn Pladsen.
Ухил дорожнього полотна досягає 9,6%. Мінімальна товщина скельної породи, що розділяє тунель і води фіорду — 50 м, максимальна товщина породи над тунелем — 500 м.. Тунелі має три смуги руху. Середньодобовий рух через Ейксуннський тунель було передбачено, 1000 транспортних засобів на добу. При проходці тунелю було вийнято 660 000 м³ породи.
До складу Ейксуннського комплексу споруд на місцевій автодорозі 653,, крім головного тунелю, також входить новий Ейксуннський міст (довжина 405 м), тунелі Хельгехорн (1160 м) і Моркес (430 м). Дорога 653 пов'язує із материком острівні поселення з загальною чисельністю менше 25 000 чоловік, з яких найбільше, Хере, має населення в 8300 осіб.
Тунель будувався буропідривним способом (варіант з використанням щитової проходки навіть не розглядався). Використовувалися бури довжиною 5.2 м, що висвердлюють за кожен раз 4.8 погонних метра тунелю. Велика частина тунелю не вимагає оправи; в зонах розломів, де ймовірні протікання, використовувалася бетонна оправа завтовшки до 15 см.
Вартість комплексу склала 970 млн норвезьких крон (123 млн євро) — на 25 млн крон менше бюджету будівництва; це все одно вище бюджету 2005 року (846 млн крон, у тому числі 500 — на головний тунель). Проїзд платний — 76 норвезьких крон з легкового автомобіля.